# 시티 누르할리자
시티 누르할리자(말레이어: Siti Nurhaliza, 자위문자로 سيتي نورهاليزا بنت تارودين)는 말레이시아의 싱어송라이터, 사업가이다.
데뷔 초부터 여러 국제 노래 프로그램에서 승리해왔다. 1995년 수리아 레코드 및 여러 음반사와 계약을 맺었으며, 이듬해 싱글 <Jerat Percintaan>으로 데뷔했다. 1998년 쿠알라룸푸르에서 개최된 커먼웰스 게임에 출연해 세계 무대에서 이름을 알리게 되었다. 1999년 중국 상해에서 열린 아시아 뉴 싱어 컴피티션에서 금상을 받기도 했고, 같은 해 호주 퀸즐랜드에서 열린 "남태평양 국제 노래 대회 1999"에서 두 번 승리하였다. 2002년 카자흐스탄 알마티에서 열린 보이스 오브 아시아(Voice of Asia)의 그랑프리 챔피언에서 승리한 뒤 왕관을 쓰기도 했다.
그녀는 지금까지 참여한 국제 노래 대회에서 200개를 넘는 상을 탔다. 그녀의 데뷔 앨범이자 첫 번째 싱글 앨범인 <Jerat Percintaan>은 제11차 노래 시상 대회에서 승리했으며 좋은 연기와 좋은 발라드로 두 번 상을 탔다. 그 앨범은 2005년 말레이시아 내에서만 무려 80만 장 이상 팔렸다. 그녀는 또한 말레이어 이외에도 영어, 만다린 중국어, 아랍어, 힌디어, 심지어는 일본어로도 녹음했다.
말레이시아뿐 아니라 다른 대회에서도 사상 유례없는 승리를 거두었다. 그리하여 말레이 제도와 누산타라(Nusantara, 인도네시아 제도) 지역에서 가장 유명한 가수 중 하나가 됐으며, 2001년 이후 무려 10차례나 가장 인기 있는 가수로 뽑히기도 했다. 현재, 그녀는 말레이시아 최고의 부자 중 하나가 되었으며, 가장 유명한 가수 중 하나로 기록된 데 이어 가장 많은 상을 탄 가수, 그리고 싱글앨범을 가장 많이 낸 가수 중 하나로 기록되었다.

## 생애

### 어린 시절
1979년 1월 11일 파항 주 캄풍 아와흐의 베렉 폴리스에서 네 번째 아이로 태어났다. 아버지 타루딘 이스마일은 경찰이었고 어머니 시티 살마 바치크는 평범한 가정주부였다. 집안 자체가 음악과 관련이 있었는데(musically inclined), 남자형제인 사이풀 바흐리 타루딘과 여자형제인 시티 노르사이다와 시티 사에라도 가수다. 할아버지도 유명한 바이올리니스트였고, 어머니도 유명한 전통가수였다.
어릴 적 시티는 체육활동 및 특별활동(co-curricular) 같은 학교 활동을 하고 있었다. 베렉 폴리스에 위치한 타디카 퍼르컵(Tadika Perkep)에서 첫 학교 활동을 했는데, 이 학교는 시티가 처음으로 노래 실력을 선보였던 학교였다(당시 시티는 말레이 전통 가요인 <Sirih Pinang>을 불렀다). 훗날 시티는 클리포드 초등학교에서 초등 교육을, 파항 주 쿠알라 리피스의 클리포드 중학교에서 중등 교육을 받았다. 12살이던 1991년 독립 기념을 맞아 열렸던 애국가요 대회에서 <Bahtera Merdeka>를 부르고 상을 탔다. 학창 시절에는 운동 선수로도 활동했었는데, 그 중에서도 네트볼(netball)을 했다. 이를 계기로 2006년 쿠안탄에서 열린 피에스타 메디아 이돌라 2006(Fiesta Media Idola 2006)에 참가하기도 했다.
가난한 가정에서 태어났으며, 아홉살 때에는 새벽 4시에 일어나서 어머니 일을 돕는 가 하면 이웃들에게 홈메이드 꾸이(kuih; 말레이 전통 음식)를 팔기도 했다. 훗날 시티는 이에 대해 "고난은 단지 검소한 소비 생활만은 아니고, 사회 활동을 하면서 자신감을 갖는 길"이라고 말했다. 또한 "손님들을 집중시키기 위해 소리칠 때의 모든 경험이 내 보컬 실력을 향상시켰다"고 밝혔다. 다양한 가요제에 참여하면서, 시티는 자신의 쇼에 삼촌인 압둘 라힘 바치크를 이용하기도 했다.

## 가수 활동

### 데뷔 전후 (1995 - 1996)
시티의 가족은 고향에서 결혼식은 물론 다양한 공공 파티(public soirée)를 열었다. 12세때부터 어머니에게 전통음악을 배우기 시작했고, 행사나 축제 때면 퍼포먼스를 선보이기도 했다.
삼촌 압둘 라힘 바치크가 결성한 밴드 '패밀리 그룹(Family Group)'의 보컬로도 활동했었다. 16세가 되기 전까지 고향에서 열리는 여러 축제마다 참여해 노래 실력을 키우곤 했다. 마침내 1995년, 시티는 RTM Bintang HMI 대회 오디션에 참여해 인도네시아 가수 루스 사하나야(Ruth Sahanaya)의 노래 <Kaulah Segalanya>를 선보였다. 사실, 이미 14세 때인 1993년 아시아 바구스(Asia Bagus) 오디션에 출연했으나 탈락했다. Bintang HMI 대회 중 작곡가 아드난 아부 하산(Adnan Abu Hassan)을 만났으며, 하산은 이후 시티의 보컬 퍼포먼스를 가르치고 도와줬다. 그 후 아이샤(Aishah)의 노래 <Camar Yang Pulang>를 부르고 우승했다. 이후 수리아 레코드(Suria Records)와 계약을 맺었으며, 후에 Sony Music, BMG Music, Warner Music과 추가적으로 계약을 맺었다. 이듬해인 1996년 수리아 레코드를 통해 첫 번째 싱글 <Jerat Percintaan> 및 첫 번째 정규음반 <Siti Nurhaliza I>을 발매했으며, 제11회 아누게라 주아라 라구(Anugerah Juara Lagu) 대회에서 최고의 퍼포먼스 및 최고의 발라드 상을 탔다. 이후 아누게라 빈탕 포풀라르(Anugerah Bintang Popular)에서 가장 인기 있는 연예인, 가장 인기 있는 여자 가수, 가장 인기 있는 10대 연예인으로 승리했으며, 전체적으로는 가장 인기 있는 스타로 승리했다.

### 2집 활동과 인도네시아 활동 (1997 - 1998)
본 문서의 이해를 돕기 위한 비자유 그림이 있습니다. 
링크의 파일을 직접 올려 주세요
1집 이후 여러 싱글을 발매했고, 이후 1997년 1월 두 번째 정규음반 <Siti Nurhaliza II>를 발매했다. 이 시기 시티는 처음으로 작사했다(4번 트랙 <Demi Kasih Kita>).
한편 2집 발매 이후인 1997년 4월 POS Kota(인도네시아 유명 잡지)에 소개되면서, 시티는 인도네시아에서도 인기를 얻게 되었다. 여기서 시티는 외국인으로서 인도네시아의 그 어떠한 가수들도 꺾기 어려웠던 어마어마한 성과를 남겼다. 유명 방송사 Indosiar에 출연해 말레이시아 가수로서는 처음으로 인도네시아에서 라이브 콘서트를 열기도 했다. 얼마 후 인도네시아에서 가장 유명한 가수가 되었고, 자카르타, 반둥, 욕야카르타 등의 지역에서 대규모 콘서트를 열기도 했다. 같은 해 첫 싱글 수록곡 <Jerat Percintaan>이 아누게라 인더스트리 뮤직(Anugerah Industri Muzik)에서 최고의 신인 가수 및 최고의 노래로 승리했다.
한편 같은 해 세 번째 정규음반이자 첫 번째 전통음악 음반인 <Cindai>를 발매했다. 이듬해인 1998년 네 번째 정규음반이자 세 번째 팝 음반인 <Adiwarna>를 발매했고, 같은 해 Siti Nurhaliza Productions (M) Sdn. Bhd.을 창립했다. 그런가 하면 동년 쿠알라룸푸르에서 개최된 커먼웰스 게임(Commonwealth Games) 공연 무대에서 영국 여왕 엘리자베스 2세 등이 보는 가운데 최초로 대규모 퍼포먼스를 선보이기도 했다. 폐막식 때 같은 무대에 섰던 셀린 디온과 로드 스튜어트와 비교되었다. 70개 국가에서 방송되었으며, 시티는 세계 무대에서 이름을 알리기 시작했다. 동년 11월 일본에서 열린 Saga Fiesta '98에 초대되기도 했다.

### 스타덤 (1999 - 2005)

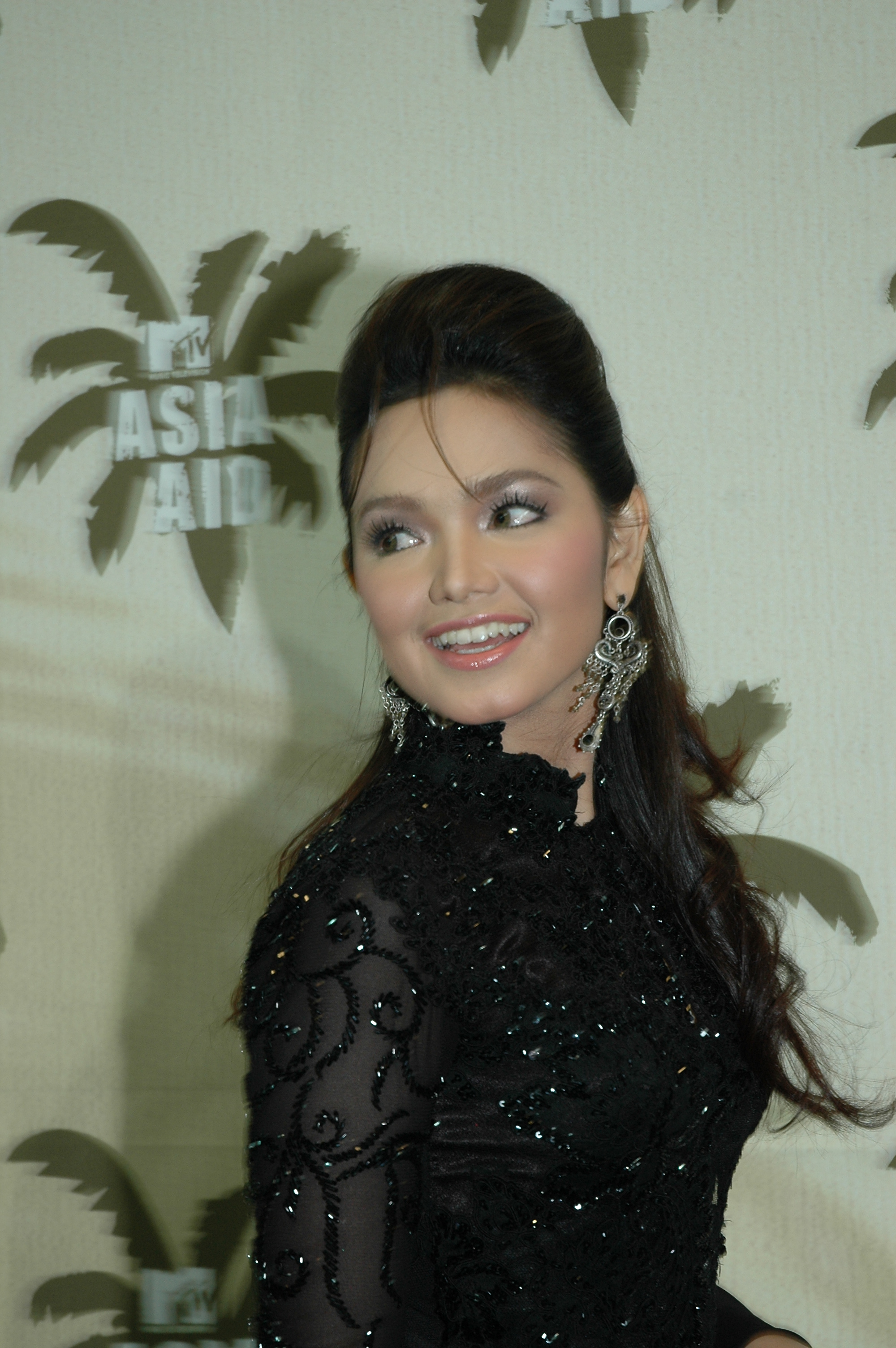
Siti Nurhaliza attending the red carpet ceremony of the MTV Asia Aid 2005 in Bangkok on 3 February 2005.

1999년 12월 중국에서 열린 "상하이 아시아 뮤직 페스티벌 1999"에서 승리를 거두어, 시티는 국제 가요 대회에서 첫 승리를 거두는 성과를 남겼다. 그리고 이곳에서 열린 아시아 신인 가수 대회에서 금상을 탔다. 2000년과 2002년에 치러진 동일 대회에서 피처링을 할 가수로 초대되었다. 동년 5월 초 호주 퀸즐랜드의 골드코스트에서 열린 "남태평양 국제가요제 및 노래대회 1999"에 참여했는데, 여기서 <Satu Cinta Dua Jiwa>에 영어 가사를 붙인 <We'll Be As One>으로 "팝/국제대회 40위 차트"에서 1위를 차지해 남태평양 지역의 모든 차마자들을 꺾고 승리했다. 시티는 뛰어난 가창력으로 심사위원들의 주의를 이끌었으며, 그 결과 라이브 퍼포먼스가 아닌 레코드사에서 주최측에 보낸 카세트테이프, CD로 심사됐음에도 불구하고 최고의 여성 보컬 퍼포먼스 상을 수상받았다. 몇년 후 카자흐스탄에서 열린 "보이스 오브 아시아 2002"에서 <Purnama Merindu>를 선보였으며, 이후 최종 상인 그랑프리 챔피언 타이틀을 움켜쥐게 되었다.

## 앨범

### 정규

#### 말레이어/인도네시아어
- <Siti Nurhaliza I> (1996)
- <Siti Nurhaliza II> (1997)
- <Cindai> (1997)
- <Adiwarna> (1998)
- <Pancawarna> (1999)
- <Sahmura> (2000)
- <Safa> (2001)
- <Sanggar Mustika> (2002)
- <E.M.A.S> (2003)
- <Anugerah Aidilfitri> (2003)
- <Prasasti Seni> (2004)
- <Transkripsi> (2006)
- <Hadiah Daripada Hati> (2007)
- <Lentera Timur> (2008)
- <Tahajjud Cinta> (2009)
- <Fragmen> (2014)
- <SimetriSiti> (2017)

#### 영어
- <All Your Love> (2011)

### 듀엣
- <Seri Balas>(노르아니자 이드리스와 함께) (1999)
- <CTKD>(크리스다얀티와 함께) (2009)

### 특별
- <Anugerah Aidilfitri> (2003)

### 컴플리케이션
- <The Best of Siti Nurhaliza> (2000)
- <Siti & Friends> (2010)

## 같이 보기
- 대중음악의 별명 목록